# Albert Timmer
Albert Timmer (Gramsbergen, 13 juni 1985) is een Nederlands voormalig wielrenner.
Timmer was fietstechnicus van beroep en werkte tot 31 december 2006 bij De Fietsgigant in Vriezenveen, als leermeester. Op 1 januari 2007 ging zijn profcontract bij het team Skil-Shimano in, vanaf 2012 Argos-Shimano, vanaf 2015 Team Giant-Alpecin en vanaf 2017 Team Sunweb genoemd. Timmer beëindigde in december 2017 zijn wielerloopbaan.

## Belangrijkste overwinningen
2005
- Overijssels kampioen individuele tijdrit op de weg

2006
- 4e etappe Triptyque Ardennais
- Westfriese Dorpenomloop

2008
- 1e etappe deel B Brixia Tour (ploegentijdrit)

2012
- Japan cup race (Suzuka circuit)

## Resultaten in voornaamste wedstrijden
| Jaar | Ronde van Italië | Ronde van Frankrijk | Ronde van Spanje |
| ---- | ---------------- | ------------------- | ---------------- |
| 2007 |                  |                     |                  |
| 2008 |                  |                     |                  |
| 2009 |                  | 130e                |                  |
| 2010 |                  |                     |                  |
| 2011 |                  |                     | 164e             |
| 2012 |                  | 148e                |                  |
| 2013 | 129e             | 164e                |                  |
| 2014 | 87e              | 146e                |                  |
| 2015 |                  | 139e                |                  |
| 2016 | 119e             | 153e                |                  |
| 2017 |                  | 157e                |                  |

| Jaar | Milaan-San Remo | Gent-Wevelgem | Ronde van Vlaanderen | Parijs-Roubaix | Amstel Gold Race | Luik-Bast.‑Luik | Ronde van Lombardije | Parijs-Tours |
| ---- | --------------- | ------------- | -------------------- | -------------- | ---------------- | --------------- | -------------------- | ------------ |
| 2007 |                 |               |                      | opgave         |                  |                 |                      | opgave       |
| 2008 |                 |               |                      |                | 126e             | opgave          |                      | 167e         |
| 2009 |                 |               |                      |                | opgave           | opgave          |                      | 104e         |
| 2010 |                 |               |                      |                | 75e              |                 |                      | 153e         |
| 2011 |                 | opgave        |                      |                | opgave           |                 |                      |              |
| 2012 |                 |               |                      |                | opgave           |                 |                      |              |
| 2013 |                 |               |                      |                | 93e              |                 |                      |              |
| 2014 | opgave          | 145e          |                      |                | opgave           |                 |                      |              |
| 2015 | 151e            | opgave        | opgave               | 118e           | opgave           |                 |                      |              |
| 2016 | opgave          | opgave        | opgave               |                |                  |                 | opgave               | 138e         |
| 2017 | 188e            |               |                      | opgave         | opgave           | opgave          |                      | 143e         |

## Ploegen
- 2004 –  Löwik Meubelen-Tegeltoko
- 2005 –  Löwik Meubelen-Van Losser Installaties
- 2006 –  Löwik Meubelen
- 2007 –  Skil-Shimano
- 2008 –  Skil-Shimano
- 2009 –  Skil-Shimano
- 2010 –  Skil-Shimano
- 2011 –  Skil-Shimano
- 2012 –  Argos-Shimano
- 2013 –  Argos-Shimano
- 2014 –  Giant-Shimano
- 2015 –  Team Giant-Alpecin
- 2016 –  Team Giant-Alpecin
- 2017 –  Team Sunweb